# 羟砷锌石
羟砷锌石（英語：Adamite）又稱水砷鋅礦，是一種砷酸鋅氫氧化物礦物，化學式為Zn2AsO4OH。通常產於鋅礦產地的氧化或風化帶中。純羟砷锌石是無色的，由於含鉄的化合物而呈黃色，若含銅則呈綠色。橄榄铜矿（砷酸銅礦物）與羟砷锌石有同樣的晶體結構，其中鋅和銅之間存在相當大的相互取代性，因此形成了铜羟砷锌矿（Cuproadamite），屬於羥砷鋅石含銅的變種的中間產物，鋅橄榄铜矿也是中間礦物之一，其分子式為CuZn(AsO4)(OH)。 錳、鈷和鎳也能夠在晶體結構中取代鋅，已知磷酸鋅的三斜磷鋅也有類似的現象。

## 發現
羟砷锌石的英文名稱名稱是以法國礦物學家Gilbert-Joseph Adam（1795年–1881年）的名字命名，該礦物於1866年在智利阿塔卡马大区科皮亞波省Chañarcillo的首次被發現，並以該發現地作為標準產地。 

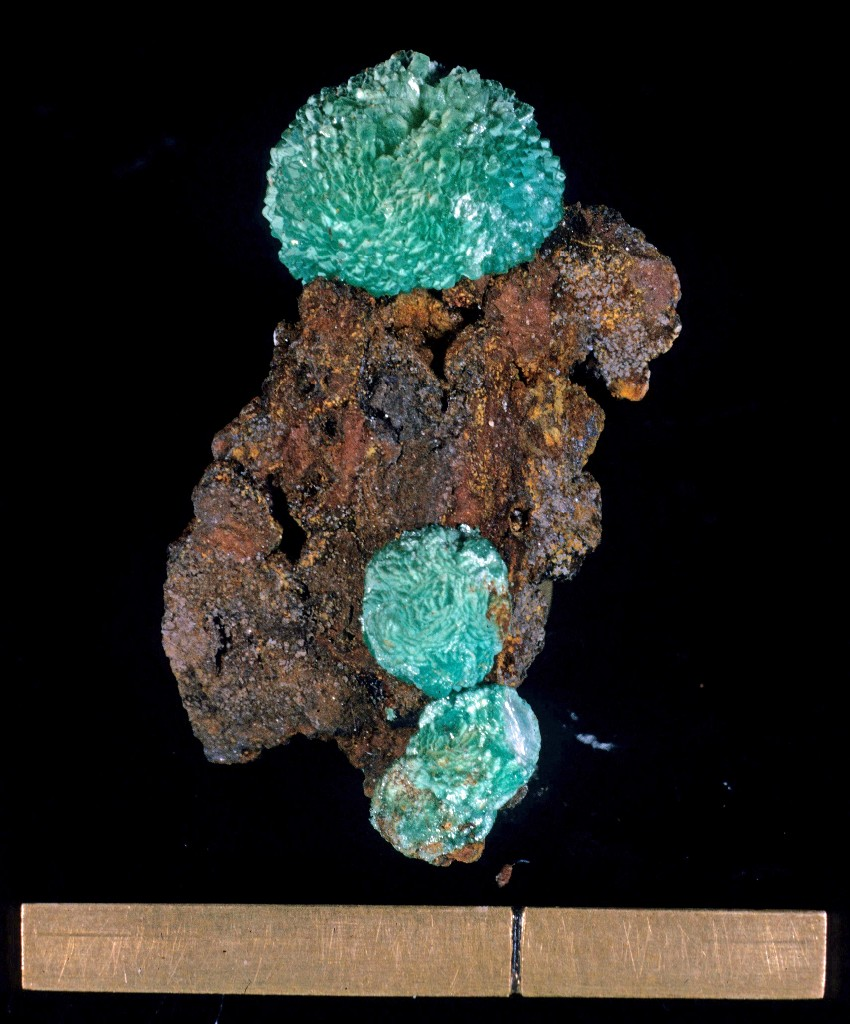
美國猶他州圖埃勒縣Gold Hill District的褐鐵礦上的羟砷锌石。底部對照的比例尺長度約為2.5cm。

### 產狀及產地
羟砷锌石為次生礦物產於含鋅及砷熱液礦床的氧化帶中。常呈钟乳状产出。與菱鋅礦、異極礦、臭蔥石、橄榄铜矿、方解石、石英、蓝铜矿、孔雀石以及鐵和錳氧化物一起共生。 
礦物收藏家的收藏的品種是黃色到明亮的石灰綠色晶體以及具獨特的熒光，產地包括墨西哥杜蘭戈州的Mapimí，希臘以及美國的加利福尼亞州和猶他州。